# 臺弘
臺 弘（うてな ひろし、1913年11月28日 - 2014年4月16日）は、日本の医学者・精神科医。東京大学医学部教授、群馬大学医学部教授を歴任。医学博士（東京大学・1952年）。栃木県足尾町生まれ。『台弘』と表記されることもある。

## 略歴
1913年栃木県足尾町生まれ。1937年東京帝国大学医学部医学科卒業。1952年、論文「精神分裂病者腦組織の含水炭素代謝について」で東京大学より医学博士の学位を取得。東京大学病院精神科、松沢病院医員、群馬大学医学部教授、1966年東京大学医学部精神医学教室教授、1974年3月東大を定年退官。山田病院（東京都調布市）を経て坂本病院（埼玉県新座市）勤務。

## 人物
- 生活臨床などの功績がある。
- 1950年に松沢病院にてロボトミー手術に便乗して行った皮質組織の採取を、1970年代初頭に批判された[7][8]。

- 立岩真也の生存学サイトによると、党派的には代々木系に近い立場とされ[9]、戦前は共産主義の本を読んで投獄された経験もある[2]。臺実験問題に際して臺擁護に回ったのは、新医協、全日本民主医療機関連合会などに属する日本共産党代々木系の医師が多かったことが、高杉晋吾や小沢勲によって指摘された[10]。

## 学会
- 日本精神神経学会元理事長
- 日本精神病理学会

## 著書

### 単著
- 『精神医学の思想』（筑摩書房）
- 『分裂病の治療覚書』（創造出版）
- 『分裂病の生活臨床』（同上）
- 『誰が風を見たか～ある精神科医の生涯』（星和書店）　増補版に対して、芥川賞作家・絲山秋子が2015年の絲山賞（自らがその年に読んだ本の中で最も優れたものに捧げる賞）に挙げた[11]。

### 編著・共著
- 精神医学と疾病概念（土居健郎・共編、東京大学出版会）
- 分裂病の生物学的研究（井上英二・共編、同上）
- 精神分裂病（島崎敏樹、猪瀬正・共著、医学書院）
- 続・分裂病の生活臨床（湯浅修一・共編、創造出版）

### 訳書
- 『学習と記憶』 （ディレク・リクター編、船渡川誠一郎と共訳、みすず書房）

## 関連人物
- 島崎敏樹
- 土居健郎
- 湯浅修一
- 江熊要一
- 吉松和哉
- 廣瀬貞雄
- 野上弥生子 - 高校時代の友人が野上の息子である関係で、当時野上宅によく遊びに行ったという[12]。